# Paulo Carvalho (pugilista)

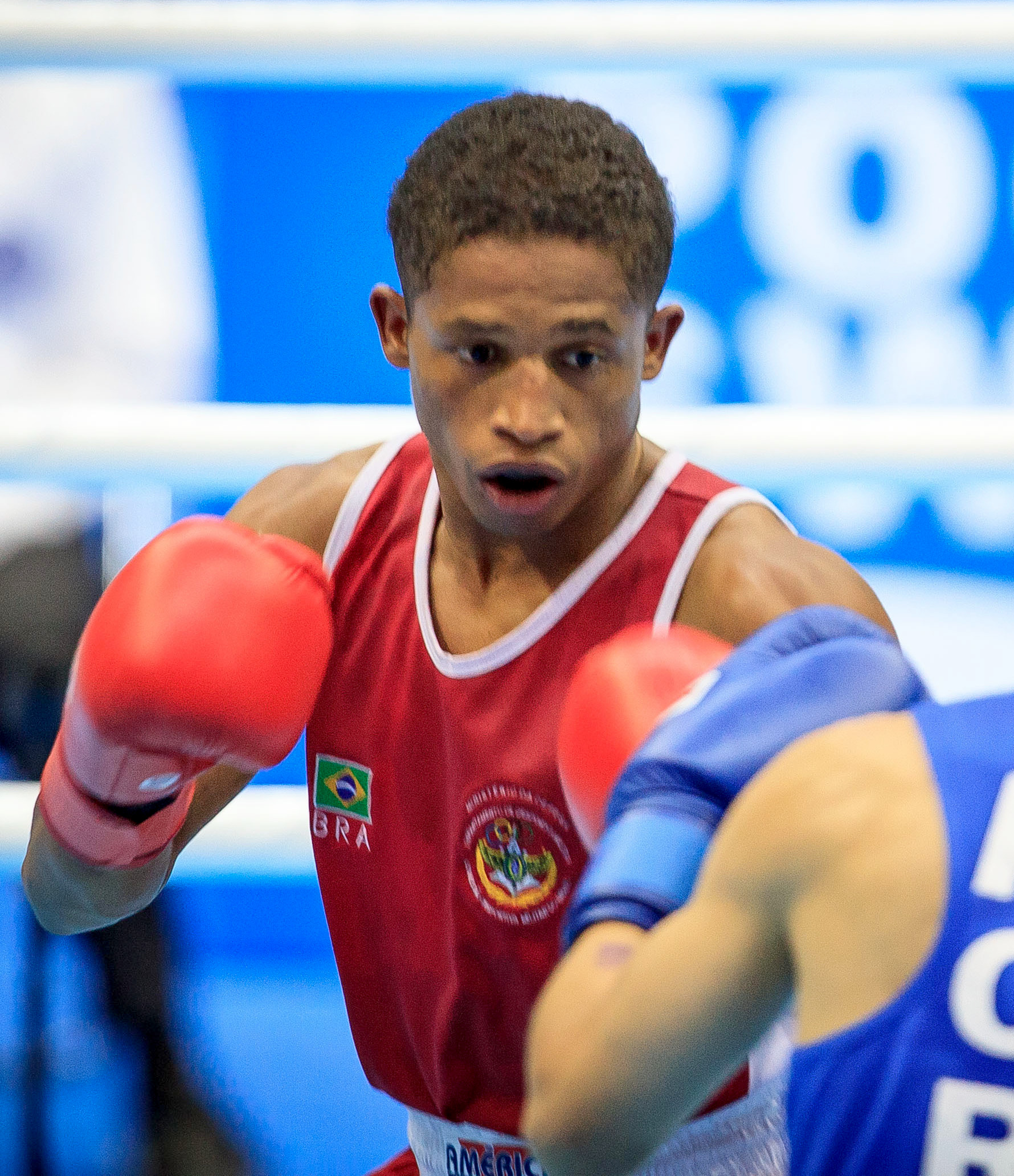
Paulo Carvalho

Paulo Carvalho (Salvador, 26 de fevereiro de 1986) é um pugilista brasileiro.
Classificou-se para disputar os Jogos Olímpicos de Verão de 2008, em Pequim, na categoria mosca-ligeiro. Sua campanha Olímpica foi de duas vitórias, por pontos, sobre o marroquino Redouane Bouchtouk, por 13 a 7, e contra Manyo Plange, de Gana, por 21 a 12. Carvalho foi eliminado nas quartas-de-final, pelo cubano Yampier Hernandez, numa derrota por pontos de 21 a 6.